# IPadOS 15
iPadOS 15 - третій і поточний основний випуск операційної системи iPadOS, розроблена Apple Inc. для лінійки планшетних комп’ютерів iPad. Вона стала наступником iPadOS 14 і була представлена на Worldwide Developers Conference (WWDC) 7 червня 2021 року разом з iOS 15, macOS Monterey, watchOS 8 і tvOS 15. Вона стала доступною для встановлення 20 вересня 2021 року.

## Історія

### Оновлення
Перша бета-версія iPadOS 15 для розробників була випущена 7 червня 2021 року, а перша публічна бета-версія — 30 червня 2021 року, через шість днів після випуску другої бета-версії для розробників. Друга публічна бета-версія була випущена 16 липня 2021 року. iPadOS 15 була офіційно випущена 20 вересня 2021 року. Поточна версія iPadOS 15.3, випущена 26 січня 2022 року.
| Версія      | Збірка      | Дата випуску    | Примітки |
| ----------- | ----------- | --------------- | --- |
| 15.0        | 19A346      | 20 вересня 2021 | Початковий випуск |
| 15.0.1      | 19A348      | 1 жовтня 2021   | Виправлено помилку, коли в налаштуваннях випадково вказувалося, що сховище заповнене, коли це було не так.                                                           |
| 15.0.2      | 19A404      | 11 жовтня 2021  | Виправлення помилок |
| 15.1        | 19B74 19B75 | 25 жовтня 2021  | Нові можливості - SharePlay - Live Text для програми камери Виправлення помилок - Вирішує проблему з програмою Фотографії тощо                                       |
| 15.2        | 19C56       | 13 грудня 2021  | Нові можливості - App Privacy Report - Apple Music Voice Plan - Legacy Contacts - Find My Battery Reserve - Hide My Email - Communication Safety - Macro Mode Toggle |
| 15.2.1      | 19C63       | 12 січня 2022   | Виправлення помилок |
| 15.3        | 19D50       | 26 січня 2022   | Виправлення помилок Виправлення безпеки |
| 15.3.1      | 19D52       | 10 лютого 2022  | Виправлення безпеки |
| 15.4 beta 3 | 19E5225g    | 15 лютого 2022  | Нові можливості - Face ID з підтримкою маски - Універсальний доступ - Нові Emoji - Яскравість клавіатури                                                             |

Легенда:   Минулі   Поточна   Бета
1. ↑  iPad mini (6-го покоління) лише модель із Wi-Fi

## Особливості

### Головний екран
Сітка домашнього екрана зменшується на один рядок для розміщення нових віджетів при розміщенні та обертається в портретній орієнтації, як iOS 12 і раніше.

#### Віджети
Віджети тепер можна розміщувати безпосередньо в будь-якому місці головного екрана. Стало більше віджетів, багато з яких тепер мають новий четвертий розмір на вибір, оскільки вони надзвичайно великі.

#### Бібліотека програм
У iPadOS 15 зʼявилася Бібліотека програм на iPad, як в iOS 14 на iPhone.

### Багатозадачність
Новий багатозадачний користувальницький інтерфейс дозволяє користувачам переходити до розділеного перегляду, ковзання, переходу на весь екран за допомогою швидких жестів. Багатовіконна полиця надає швидкий доступ до всіх запущених програм.
Нову функцію для нотаток під назвою Quick Note можна використовувати, проводячи з кута пальцями або Apple Pencil, вікривши Центр керування або за допомогою комбінації клавіш.

### Safari
Safari було перероблено, як і в iOS 15 і macOS Monterey. Safari має групи вкладок, які дозволяють користувачеві організовувати вкладки у визначені користувачем групи. Користувачі можуть завантажувати сторонні розширення для Safari в App Store.

### Інші
- Універсальний контроль дозволяє користувачеві використовувати одну клавіатуру та мишу на різних комп’ютерах Mac і iPad, а в iPadOS 15 додано нові комбінації клавіш.[13]
- Програма Переклад тепер доступна в iPadOS 15.
- Шпалери за замовчуванням iPadOS 13 були видалені в першій бета-версії iPadOS 15.
- iPadOS 15 має нові шпалери в двох режимах: світлому та темному.
- Усі моделі iPad тепер мають опцію "Режим низького заряду" в налаштуваннях, як і "Режим низького заряду" на iOS у налаштуваннях, а також її можна додати до Центру керування.
- Підтримка Live Text на iPad з чипом A12 Bionic або новішої версії.
- Представляє режим фокусування, як у iOS 15.

## Підтримувані пристрої
Усі пристрої, які підтримують iPadOS 14, також підтримують iPadOS 15. Серед таких пристроїв:
- iPad Air 2
- iPad Air (3-го покоління)
- iPad Air (4-го покоління)
- iPad (5‑го покоління)
- iPad (6‑го покоління)
- iPad (7‑го покоління)
- iPad (8-го покоління)
- iPad (9-го покоління)
- iPad Mini 4
- iPad Mini (5-го покоління)
- iPad Mini (6-го покоління)
- iPad Pro (1‑го покоління)
- iPad Pro (2‑го покоління)
- iPad Pro (3-го покоління)
- iPad Pro (4‑го покоління)
- iPad Pro (5‑го покоління)